# Kosichinskij rajon
Il Kosichinskij rajon (in russo Косихинский район?) è un rajon del kraj dell'Altaj, nella Russia asiatica.